# Eupelmus elegans
Eupelmus elegans är en stekelart som beskrevs av Blanchard 1942. Eupelmus elegans ingår i släktet Eupelmus och familjen hoppglanssteklar.
Artens utbredningsområde är Uruguay. Inga underarter finns listade i Catalogue of Life.